# Jozo Šimunović
Jozo Šimunović (Zara, 4 agosto 1994) è un ex calciatore croato con cittadinanza bosniaca, di ruolo difensore.

## Biografia
Possiede origini bosniache.

## Carriera

### Club
Ha giocato nella massima serie croata dal 2012 al 2015.
Il 1º settembre 2015 ha firmato un contratto quinquennale per il Celtic.
Il 20 ottobre 2021 firma da svincolato un contratto che lo lega fino al termine della stagione con il HNK Gorica.

### Nazionale
Ha partecipato ai Mondiali Under-20 del 2013; successivamente ha giocato 3 partite delle qualificazioni agli Europei Under-21.

## Statistiche

### Presenze e reti nei club
Statistiche aggiornate al 25 maggio 2019.
| Stagione               | Squadra                | Campionato             | Campionato | Campionato | Coppe nazionali | Coppe nazionali | Coppe nazionali | Coppe continentali | Coppe continentali | Coppe continentali | Altre coppe | Altre coppe | Altre coppe | Totale | Totale | Totale |
| Stagione               | Squadra                | Comp                   | Pres       | Reti       | Comp            | Pres            | Reti            | Comp               | Pres               | Reti               | Comp        | Pres        | Reti        | Pres   | Reti   |        |
| ---------------------- | ---------------------- | ---------------------- | ---------- | ---------- | --------------- | --------------- | --------------- | ------------------ | ------------------ | ------------------ | ----------- | ----------- | ----------- | ------ | ------ | ------ |
| 2012-2013              | Dinamo Zagabria        | 1. HNL                 | 3          | 1          | CC              | 0               | 0               | UCL                | 0                  | 0                  | -           | -           | -           | 3      | 1      |        |
| 2013-2014              | Dinamo Zagabria        | 1.HNL                  | 23         | 2          | CC              | 3               | 0               | UCL                | 2+4                | 0                  | SC          | 0           | 0           | 32     | 2      |        |
| 2014-2015              | Dinamo Zagabria        | 1.HNL                  | 20         | 0          | CC              | 3               | 0               | UCL+UEL            | 2+6                | 0                  | SC          | 0           | 0           | 31     | 0      |        |
| ago. 2015              | Dinamo Zagabria        | 1.HNL                  | 6          | 0          | CC              | 0               | 0               | UCL                | 4                  | 0                  | -           | -           | -           | 10     | 0      |        |
| Totale Dinamo Zagabria | Totale Dinamo Zagabria | Totale Dinamo Zagabria | 52         | 3          |                 | 6               | 0               |                    | 18                 | 0                  |             | 0           | 0           | 76     | 3      |        |
| ago. 2015-2016         | Celtic                 | SP                     | 11         | 1          | SC+CdL          | 1+1             | 0               | UEL                | 4                  | 0                  | -           | -           | -           | 17     | 1      |        |
| 2016-2017              | Celtic                 | SP                     | 25         | 1          | SC+CdL          | 3+3             | 0               | UCL                | 2                  | 0                  | -           | -           | -           | 35     | 1      |        |
| 2017-2018              | Celtic                 | SP                     | 15         | 0          | SC+CdL          | 3+1             | 0               | UCL+UEL            | 9+2                | 0                  | -           | -           | -           | 30     | 0      |        |
| 2018-2019              | Celtic                 | SP                     | 18         | 2          | SC+CdL          | 3+0             | 0               | UCL+UEL            | 3+7                | 0                  | -           | -           | -           | 29     | 2      |        |
| 2019-2020              | Celtic                 | SP                     | 6          | 1          | SC+CdL          | 1+0             | 0               | UCL+UEL            | 6+3                | 0                  | -           | -           | -           | 16     | 1      |        |
| Totale Celtic          | Totale Celtic          | Totale Celtic          | 75         | 5          |                 | 16              | 0               |                    | 34                 | 0                  |             | 0           | 0           | 125    | 5      |        |
| Totale carriera        | Totale carriera        | Totale carriera        | 127        | 8          |                 | 22              | 0               |                    | 52                 | 0                  |             | 0           | 0           | 201    | 8      |        |

## Palmarès

### Club

#### Competizioni nazionali
- Campionato croato: 3

Dinamo Zagabria: 2012-2013, 2013-2014, 2014-2015
- Supercoppa di Croazia: 1

Dinamo Zagabria: 2013
- Coppa di Croazia: 1

Dinamo Zagabria: 2014-2015
- Campionato scozzese: 5

Celtic: 2015-2016, 2016-2017, 2017-2018, 2018-2019, 2019-2020
- Coppa di Lega scozzese: 4

Celtic: 2016-2017, 2017-2018, 2018-2019, 2019-2020
- Coppa di Scozia: 3

Celtic: 2016-2017, 2017-2018, 2018-2019